# La Chapelle-aux-Choux

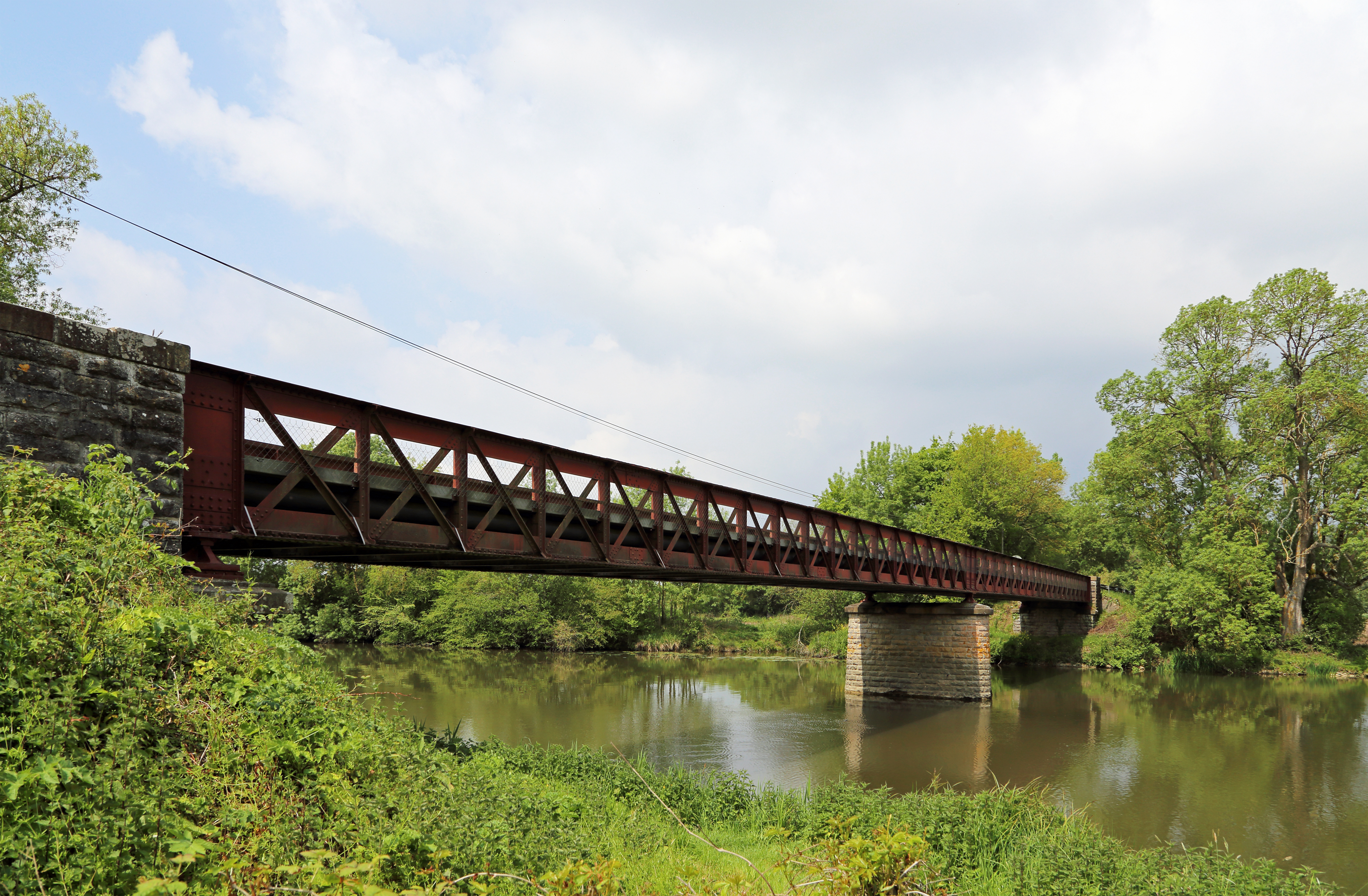
La Chapelle-aux-Choux: de brug over de Loir

La Chapelle-aux-Choux is een gemeente in het Franse departement Sarthe (regio Pays de la Loire) en telt 322 inwoners (1999). De plaats maakt deel uit van het arrondissement La Flèche. De rivier Loir loopt ten noorden van de dorpskern.

## Geografie
De oppervlakte van La Chapelle-aux-Choux bedraagt 14,7 km², de bevolkingsdichtheid is 21,9 inwoners per km².
De onderstaande kaart toont de ligging van La Chapelle-aux-Choux met de belangrijkste infrastructuur en aangrenzende gemeenten.

## Demografie
Onderstaande figuur toont het verloop van het inwonertal (bron: INSEE-tellingen).